# Tambor de u
El tambor de U es un instrumento de percusión mexicano. Consiste en un cuerpo de barro en forma de U con un parche de piel en una abertura y manteniendo abierta la otra abertura. Es de origen maya, y se usa en la interpretación de música prehispánica.